# Teo Nie Ching
Teo Nie Ching (en chinois simplifié 张念群, en chinois traditionnel : 張念群, en pinyin Zhāng Niànqún), née le 27 janvier 1981, est une femme politique malaisienne qui a été ministre déléguée de l'Éducation de juillet 2018 à février 2020, dans l'administration Pakatan Harapan (PH) sous les gouvernements de Mahathir Mohamad et de Maszlee Malik. Elle est membre du Parlement (MP) de Serdang de mars 2008 à mai 2013, et de Kulai depuis mai 2013. Elle est membre du Parti d'action démocratique (DAP), un parti composant de la coalition d'opposition PH .

## Famille, formation
Teo Nie Ching est née en Malaisie dans une famille politisée. Son père était secrétaire du comité de campagne de Labis du DAP, tandis que sa sœur et son beau-frère étaient cheffe et vice-président du DAPSY Johor State Council.
Teo Nie Ching a terminé ses études secondaires au lycée chinois Batu Pahat à Johor. Elle a poursuivi ses études supérieures dans le cadre d'un programme de jumelage et a obtenu son diplôme en droit de l'université de l'Ouest de l'Angleterre en 2002. Après avoir obtenu son diplôme de l'université, elle a passé un an à travailler comme bibliothécaire au Royaume-Uni et à voyager à travers l'Europe. En 2004, elle a reçu son certificat en pratique juridique de l'université de Malaisie.

## Carrière politique
Avant les GE-14, Teo Nie Ching a enregistré une vidéo promettant de reconnaître le certificat d'examen unifié du lycée indépendant chinois de Malaisie une fois que Pakatan Harapan aura formé le gouvernement fédéral.

### Ministre déléguée à l'éducation
En tant qu'issue d'une ethnie chinoise et nommée vice-ministre de l'Éducation, Teo est fermement incitée par le MCA à tenir sa promesse et à renforcer l'éducation chinoise. Le ministre de l'Éducation, le Dr Maszlee Malik, a confirmé que Pakatan Harapan s'en tiendrait à son manifeste et reconnaîtrait l'UEC comme une condition d'entrée légitime aux études supérieures. Mais aucun calendrier n'est fixé pour remplir cette promesse.
Le 25 juillet 2019, Sin Chew Daily, dans le journal chinois, a annoncé que le programme Standard 4 de Bahasa Malaysia de l'année suivante contiendrait six pages d'introduction à l'écriture jawi dans toutes les écoles vernaculaires. À la suite du rejet d'ONG telles que Dong Zong, le gouvernement a approuvé que le ministère de l'Éducation autorise les écoles vernaculaires à n'enseigner que l'écriture Jawi comme niveau de base, et non la calligraphie khat, avec le consentement des élèves, des parents ainsi que de l'association Parents - professeurs de chaque école (PTA).

## Résultats des élections
Aux élections générales législatives de 2008, Teo Nie Ching s'est présentée pour le siège parlementaire de Serdang avec l'investiture du parti DAP. Elle l'a emporté contre le candidat de Barisan Nasional, Datuk Hoh Hee Lee, avec une majorité de 21 025 voix. Elle a obtenu 47 444 voix comparativement à son candidat adverse qui n'a recueilli que 26 419 voix.
Lors des élections générales de 2013, elle est passée à l'État de Johor, dans le bastion de Barisan Nasional Kulai, et a battu leur candidat Tay Chin Hein par 13 450 voix sur 43 338 voix.
Lors des réélections du DAP en 2017, Teo Nie Ching a reçu 1 080 voix et a été nommée secrétaire internationale.
Lors de l'élection générale de 2018, elle a été réélue au siège parlementaire de Kulai dans l'État de Johor. Elle a battu ses 2 adversaires, Tang Nai Soon (MCA) et Juwahir Amin (PAS) par 32 748 (64,68%, en hausse de 6,9%) sur 55 312 voix à la majorité.
| An   | Circonscription électorale |                     | Votes  | PCT    | Adversaire (s)      | Adversaire (s) | Votes  | PCT    | Votes  | Majorité |
| ---- | -------------------------- | ------------------- | ------ | ------ | ------------------- | -------------- | ------ | ------ | ------ | -------- |
| 2008 | P102 Serdang, Selangor     | Teo Nie Ching (DAP) | 47 444 | 62,23% | Hoh Hee Lee (MCA)   | 26 419         | 34,65% | 76 236 | 21 025 | 80,40%   |
| 2013 | P163 Kulai, Johor          | Teo Nie Ching (DAP) | 43 338 | 57,78% | Tay Chin Hein (MCA) | 29 888         | 39,85% | 75 010 | 13 450 | 89,30%   |
| 2013 | P163 Kulai, Johor          | Teo Nie Ching (DAP) | 43 338 | 57,78% | K. Surendiran (IND) | 238            | 0,32%  | 75 010 | 13 450 | 89,30%   |
| 2018 | P163 Kulai, Johor          | Teo Nie Ching (DAP) | 55 312 | 64,68% | Tang Nai Soon (MCA) | 22 564         | 26,38% | 85 519 | 32 748 | 86,30%   |
| 2018 | P163 Kulai, Johor          | Teo Nie Ching (DAP) | 55 312 | 64,68% | Juwahir Amin (PAS)  | 6 667          | 7,80%  | 85 519 | 32 748 | 86,30%   |